# That's Entertainment (Hazbin Hotel)
That's Entertainment, noto anche come Pilot, o semplicemente Hazbin Hotel, è l'episodio pilota della serie animata per adulti Hazbin Hotel, co-scritta da Dave Capdevielle, Raymond Hernandez e la creatrice della serie Vivienne "VivziePop" Medrano, nonché diretto da Medrano. È stato presentato in anteprima su YouTube il 28 ottobre 2019, dopo un teaser in forma di video musicale pubblicato un anno prima. I’episodio pilota ha riscosso molto successo, ricevendo un'accoglienza per lo più positiva. È stato animato da SpindleHorse e il suo successo ha permesso a Hazbin Hotel di espandersi in uno spettacolo completo, prodotto da A24, Bento Box e pubblicato su Amazon Prime Video. Hazbin Hotel condivide lo stesso universo narrativo con Helluva Boss, uno spin-off disponibile nella sua interezza su YouTube.

## Trama
Ogni anno, all’Inferno, il Paradiso invia un esercito di angeli esorcisti che stermini i peccatori per evitare la sovrappopolazione e, di conseguenza, un'eventuale rivolta. Charlie Stella del Mattino (Charlie Magne nell’episodio pilota) principessa dell'Inferno in quanto figlia dei sovrani Lucifero e Lilith, desidera una soluzione alternativa e pertanto apre un albergo denominato Happy Hotel con l’aiuto della sua fidanzata Vaggie, luogo dove i peccatori abbiano la possibilità, idealmente, di redimersi per ascendere al Paradiso. Charlie cerca di pubblicizzare la sua iniziativa in un'intervista televisiva con la spietata giornalista Katie Killjoy, esibendosi nel numero musicale “Inside of Every Demon is a Rainbow”, ma fa una figuraccia in quanto il primo cliente di prova dell'Hotel, il pornoattore Angel Dust, si fa coinvolgere in una guerra di strada tra l'inventore Sir Pentious e la teppista Cherri Bomb. 
Charlie torna disillusa all'Hotel con Vaggie e Angel, ma in quel momento si presenta alla porta Alastor, un'entità particolarmente temuta all'Inferno e parte dei Signori Supremi (Overlords) nota anche come Demone della Radio. Pur non credendo nella causa di Charlie, Alastor si offre di assisterla nella sua impresa per dilettarsi sadicamente nel vedere i dannati cercare di redimersi e fallire. Nonostante la preoccupazione di Vaggie, Charlie accetta, e Alastor evoca due anime in suo possesso: l'iperattiva Niffty e lo scontroso alcolizzato Husk (anch’egli un ex-Signore Supremo) affinché facciano rispettivamente da governante e da barista all'Hotel. Mentre Alastor e Charlie celebrano questo nuovo inizio tramite il brano “Alastor’s Reprise”, Sir Pentious si presenta e attacca l'Hotel, ma il Demone della Radio lo scaccia senza fatica e ribattezza l'albergo Hazbin Hotel.

## Produzione e pubblicazione
Medrano ha iniziato a sviluppare il personaggio del pilot alla School of Visual Arts per la sua serie di webcomic ZooPhobia prima di svilupparlo nuovamente come Hazbin Hotel. Il pilot doveva essere una commedia per adulti "con un'estetica volgare e demoniaca". Ci sono voluti più di sei mesi per scrivere l'episodio e più di due anni per animarlo, con i teaser usciti nel periodo successivo per raccogliere un pubblico di fan.
Un video musicale della canzone "Dentro ogni Demone c'è un Arcobaleno", presente nel pilot, è stato pubblicato il 5 ottobre 2018, e ha ottenuto 54 milioni di visualizzazioni all'inizio di febbraio 2021. Inoltre, l'8 maggio 2020 è uscito un doppiaggio francese ufficiale del pilot e più recentemente una versione Giapponese. La serie podcast uniCast, co-condotta dal doppiatore (solo nel Pilot) di Angel Dust, Michael Kovach, e l'animatrice Ashley Nichols, comprende diversi siparietti che coinvolgono vari doppiatori di Hazbin Hotel, le quali sono uscite dal 2019 al 2023.

## Accoglienza

### Critica
L'episodio è stato acclamato dalla critica per la qualità dell'animazione, della musica e dei personaggi. Matthew Field di Go! & Express ha sostenuto che l'episodio faceva parte del "rinascimento dell'animazione" su YouTube, e ha detto che potrebbero esserci "molti più progetti come Hazbin in futuro." Lidia Vassar della MSU Reporter ha elogiato lo spettacolo, sottolineandone il "volgare senso dell'umorismo e lo stile artistico eccentrico". Ha anche affermato che non vedeva l'ora di vedere gli episodi futuri, ha apprezzato la "diversità di design dei personaggi", e ha affermato che è chiaro che i creatori dello show "hanno dedicato molto tempo e cuore a questo progetto". Nel dicembre 2019, in un articolo sullo stato attuale dell'animazione per adulti, il critico dell'animazione CBR Reuben Baron ha affermato che mentre l'episodio pilota aveva raccolto "alcune critiche giustificate" perché del suo umorismo inappropriato e tagliente, era comunque un "chiaro lavoro d'amore dal punto di vista dell'animazione".
I revisori hanno sostenuto che il progetto pilota avrebbe avuto un'influenza positiva su animazione indipendente in futuro, con Sean Cubillas per  CBR elogia lo spettacolo per "eccentrico, ambizioso e umorismo oscuro" e per alcuni dei "dialoghi più veloci, spiritosi e volgari mai visti nell'animazione indipendente".

### Espansione alla serie completa
Nell'agosto 2020, A24 ha scelto Hazbin Hotel per la produzione di una serie televisiva. Il 21 dicembre 2021, il  L'account Twitter di Hazbin Hotel ha anticipato l'uscita della prima stagione. Successivamente è stato riferito che il cast del pilot non era stato chiesto di riprendere i loro ruoli per la produzione A24, anche se questi doppiatori hanno mostrato sostegno per lo spettacolo nonostante la loro rimozione. Il 28 settembre 2023, è stato pubblicato un trailer che annunciava la première della prima stagione su Amazon Prime Video nel gennaio 2024, annunciando anche che "la stagione 2 sta arrivando". La serie è stata presentata in anteprima il 19 gennaio 2024 con grande successo di critica.